# Italo Terzoli
Italo Terzoli (Milán, 19 de enero de 1924-Milán, 13 de mayo de 2008) fue un guionista italiano de teatro, cine y televisión. Junto a Enrico Vaime, fue uno de los autores más prolíficos de obras teatrales, radiofónicas y televisivas de las décadas de 1960 y 1970.

## Algunas obras

### Emisiones Radio RAI
- Tira, mola e meseda, de Terzoli, Carosso, y Silva, dir. de Enzo Convalli, 1949-1950 y 1950-1951.
- Colpo di vento, de Terzoli, con Ugo Tognazzi, 1956
- Batto quattro, musical, guion y dirección, con Enrico Vaime (1967-1976)
- Gran varietà, con Enrico Vaime (1978-1979)

### Revista
- Tre per tre... Nava de Faele, Mario Ferretti, Carlo Silva y Italo Terzoli, dir. de Marcello Marchesi, Teatro Sistina de Roma, 1953.
- La vita comincia ogni mattina de Terzoli y Vaime, Teatro Nacional de Milán, 1981.